# مرکز موسیقی هلسینکی
مرکز موسیقی هلسینکی (انگلیسی: Helsinki Music Centre)، (فنلاندی: Helsingin musiikkitalo, سوئدی: Musikhuset i Helsingfors) یک تالار کنسرت و مرکز موسیقی در منطقه تولو واقع در هلسینکی مرکز فنلاند است.
این بنا آکادمی سیبلیوس، ارکستر سمفونیک رادیو فنلاند و ارکستر فیلارمونیک هلسینکی را در خود جای داده‌است.
مرکز موسیقی در یک نقطه عالی بین تالار فنلاندیا و موزه هنرهای معاصر کیاسما و آن سوی خیابان پارلمان فنلاند واقع شده‌است.

## معماری
سالن کنسرت اصلی گنجایش ۱۷۷۰۴ نفر را دارد. این ساختمان شامل پنج سالن کوچکتر با ظرفیت ۱۴۰ تا ۴۰۰ مخاطب است.
این پنج مجموعه شامل سالن موسیقی مجلسی، اپرای مجلسی، سالن ارگ، اتاق موسیقی الکتریکی و یک سالن تمرین است. دانشجویان آکادمی سیبلیوس به‌طور منظم از اتاق‌های کوچکتر برای آموزش و کنسرت‌های دانشجویی استفاده می‌کنند.

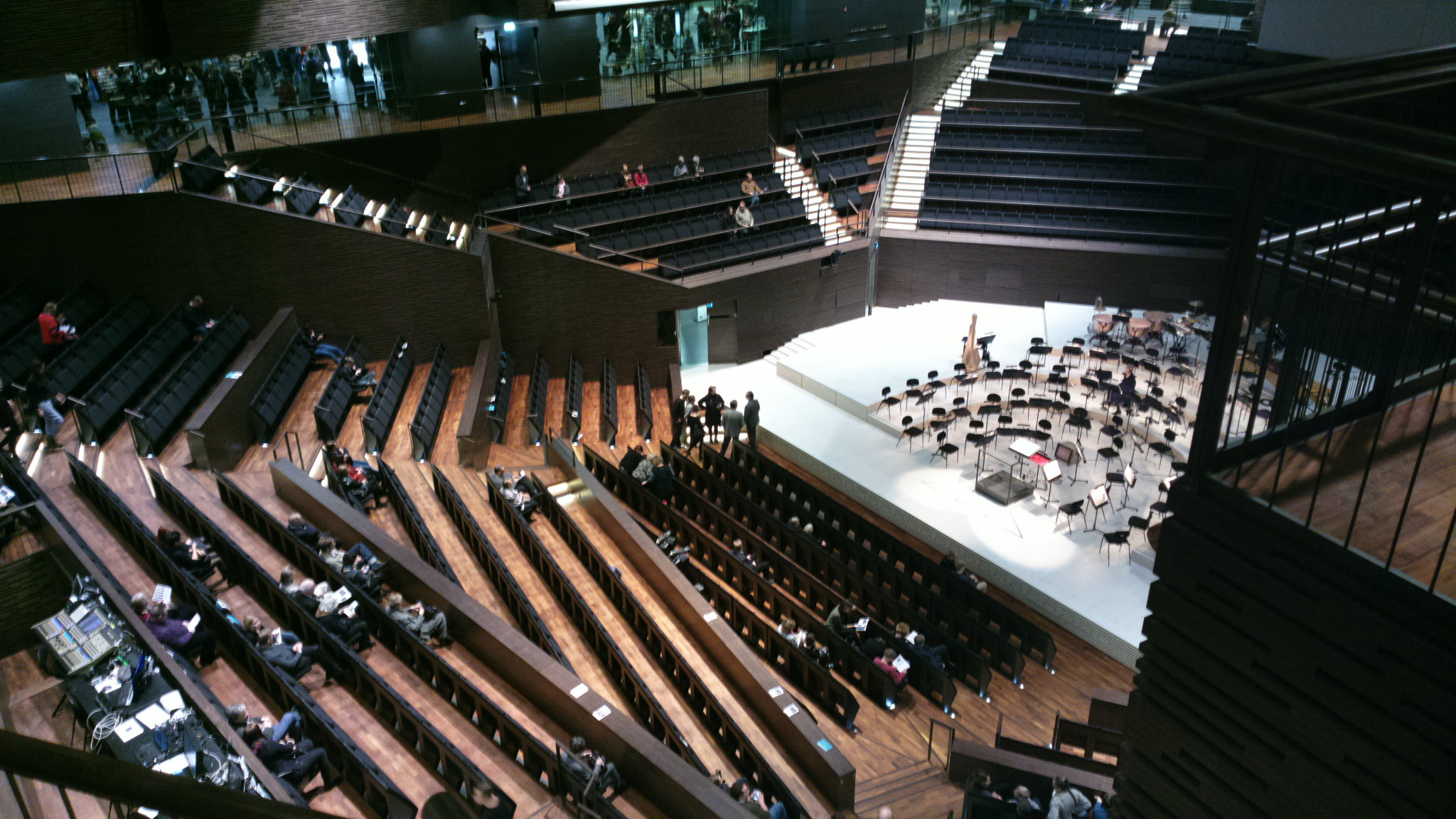
فضای داخلی تالار کنسرت مرکز موسیقی هلسینکی

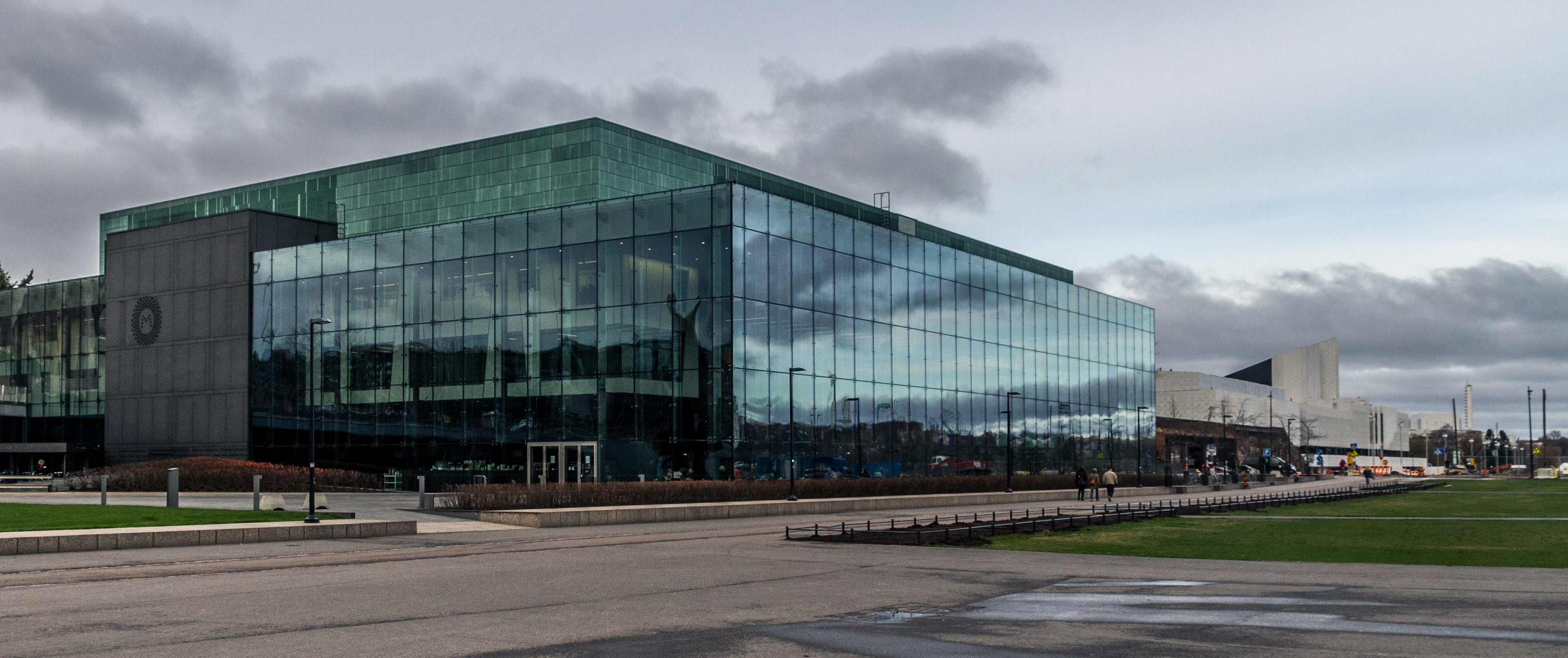
نمای بیرونی مرکز موسیقی هلسینکی